# Dąbrówka (powiat wołomiński)
Dąbrówka – wieś w Polsce położona w województwie mazowieckim, w powiecie wołomińskim, w gminie Dąbrówka. Ma status sołectwa. Leży na Równinie Wołomińskiej.
Miejscowość jest siedzibą gminy Dąbrówka oraz parafii Podwyższenia Krzyża Świętego w Dąbrówce.

## Położenie
Dąbrówka położona jest ok. 35 km od Warszawy i otoczona jest obszarami miejscowości: Dręszew, Karpin, Lasków, Małopole i Stanisławów. Powierzchnia sołectwa wynosi 520,7 ha i znajduje się tu 149 posesji.

## Historia
W 1442 w Dąbrówce została erygowana parafia Podwyższenia Krzyża Świętego i wybudowany drewniany kościół przez Jana Słomkę i Jakuba Saczko. W 1737 wybudowano drugi drewniany kościół w miejsce pierwszego zniszczonego. Kolejny kościół, tym razem murowany powstał w 1882 staraniem ówczesnego proboszcza ks. Bartłomieja Pawalskiego. Jego poświęcenie odbyło się 14 września 1882. Obecna świątynia została wzniesiona w latach 1903–1905. Jej konsekracja dokonała się 22 sierpnia 1903 przez ks. Arcybiskupa Wincentego Popiel-Chościaka.
W tutejszej świątyni został ochrzczony w 1821 Cyprian Kamil Norwid (akt jego chrztu zachował się w miejscowej kancelarii). Matka poety, Ludwika ze Zdzieborskich Norwid (1798–1825), spoczywa na cmentarzu w Dąbrówce. 
W Dąbrówce 7 sierpnia 1829 urodził się powstaniec styczniowy Jan Kanty Aleksander Roman Matliński ps. Janko, Sokół. 
Od 1948 siedziba gminy Dąbrówka, dawniej Małopole.
W latach 1954–1972 wieś należała i była siedzibą władz gromady Dąbrówka. W latach 1975–1998 miejscowość należała administracyjnie do województwa ostrołęckiego.

## Ważniejsze obiekty
- niepubliczny ośrodek zdrowia,
- biblioteka gminna,
- posterunek policji,
- gminne centrum kultury,
- bank spółdzielczy.
- Klub sportowy GKS Dąbrówka (następca Polonii Kuligów).
- GKS Futsal Dąbrówka – pierwszy klub futsalowy w powiecie wołomińskim. Data powstania sekcji – październik 2021.

## Warto zobaczyć
- kościół pw. Podwyższenia Krzyża św. wg proj. arch. Zygmunta Twarowskiego, neogotycka, jednonawowa świątynia z wieżą. Większość wyposażenia kościoła pochodzi z XVIII w. Świątynię wzniesiono w latach 1903–1905;
- kaplica pogrzebowa z 1884;
- pomnik Tadeusza Kościuszki;
- na cmentarzu grób matki Cypriana Kamila Norwida;
- drewniana plebania z 1898;
- na cmentarzu późnoklasycystyczny nagrobek z piaskowca ks. Jana Sypniewskiego (zm. 1852);
- dwie kapliczki przydrożne z XIX w.